# Micatone
I Micatone sono un gruppo nu-jazz tedesco, composto da Boris Meinhold alla chitarra e al sintetizzatore, Tim Kroker alla batteria, Sebastian "Hagen" Demmin (che in passato lavorò anche per i Daft Punk) alle tastiere, Lisa Bassenge alla voce, Stefan Rogall al sequencer, e Paul Kleber al contrabbasso.

## Discografia

### Album in studio
- Nine Songs (2001, Sonar Kollektiv)
- Is You Is (2003, Sonar Kollektiv)
- Nomad Songs (2005, Sonar Kollektiv)
- Wish I Was Here (2012, Sonar Kollektiv)

### EP/Singoli
- Micatone EP, 12" EP (2000)
- Remixes, 12" EP (2001)
- Step Into The Gallery, 12" (2001)
- Plastic Bags & Magazines, 12" EP (2003)
- Yeah Yeah Yeah (That's The Way It Goes), Single (2005)
- Nomad Remixes, 12" (2005)
- Gun Dog, 12" (2012)